# Площадь Ленина (станция метро, Минск)
«Пло́щадь Ле́нина» (бел. Плошча Леніна) — станция Минского метрополитена. Расположена на Московской линии, между станциями «Октябрьская» и «Институт Культуры». Является пересадочной на станцию  «Вокзальная» Зеленолужской линии. Строительство началось в 1979 году. Первая свая будущей станции была забита 27 октября 1979 года. «Площадь Ленина» была открыта 29 июня 1984 года в составе первой очереди минского метро. Является одной из самых загруженных станций метро в Минске — в среднем ей пользуется до 95,2 тыс. человек в сутки.

## Название
С 1992 по 2003 год станция объявлялась как «Площадь Независимости» (бел. Плошча Незалежнасці), однако затем первоначальное название станции было восстановлено. По словам начальника технического отдела Минского метрополитена, официального решения о переименовании станции «Площадь Ленина» в «Площадь Независимости» никогда не принималось, однако были устные распоряжения руководства Мингорисполкома. С 2008 года станция объявляется как «станцыя «Плошча Леніна», выхад да чыгуначнага вакзала і плошчы Незалежнасці» (перевод: "Станция "Площадь Ленина". Выход к железнодорожному вокзалу и площади Независимости), а с 2020 года добавилось «пераход да цягнікоў Зеленалужскай лініі» (перевод: "Переход к поездам Зеленолужской линии").

## Конструкция
Станция односводчатая из монолитного железобетона.
Градостроительная значимость размещения станции в зоне сосредоточения больших пассажиропотоков продиктовала архитектурно-художественные требования к её образному и функциональному решению — лаконичность, отсутствие лишних декоративных элементов. Здесь избран вспарушенный тип свода, контрастирующий с активно выявленными карнизными элементами, отделяющими его от путевых стен. Применено скрытое размещение источников света за карнизами и подсветка участков путевых стен с текстами названия станции.
Оформление выдержано в спокойных тонах, путевые стены облицованы тёмно-розовым мрамором. В центре платформы установлена художественная композиция в виде колонны, увенчанной серпом и молотом. Она находит органическое развитие на выходах из станции в монументальных композициях. Первоначально планировалось, что вместо этой композиции станцию будет украшать другая скульптура — сияние алого знамени из органического стекла с подсветкой.

## Выходы
Удачное размещение станции «Площадь Ленина» позволило объединить два основных пассажирских узла города — Железнодорожный вокзал и площадь Независимости. Один из выходов станции расположен на Привокзальной площади, причём по подземному тоннелю, открытому в 2003 году, со станции можно попасть прямо в здание вокзала и на посадочные платформы. Также, на Привокзальной площади расположен автовокзал «Центральный» и посадочные платформы пригородных электропоездов. Второй выход, оборудованный тремя лентами эскалаторов, ведёт на площадь Независимости, на которой расположены здания управления Минского метрополитена, Белорусского государственного университета, Белорусского государственного педагогического университета, Дома Правительства, Мингорисполкома, центрального почтамта, а также кирпичный Красный костёл.
Перегон между станциями «Площадь Ленина» и «Октябрьская» один из самых глубоких в минском метро.

## Пересадочный узел
Станция «Площадь Ленина» является пересадочной на станцию «Вокзальная» Зеленолужской линии. Переход осуществляется по двум длинным пешеходным тоннелям, оборудованных траволаторами.

## Галерея
- 81-717.5/714.5 прибывает на станцию «Площадь Ленина»
- Пассажирская платформа
- Путь в сторону «Института культуры»
- Название станции на путевой стене
- Кубок на колонне
- Памятник Ленину в переходе